# Gilbert Bécaud
Gilbert Bécaud, eg. François Gilbert Silly, född 24 oktober 1927 i Toulon, död 18 december 2001 i Paris, var en fransk sångare, underhållare och kompositör.
Bécaud var ett stort namn inom bland annat chanson-genren. Han hade stor internationell framgång med flera av sina nära 400 sånger. Bland kända låtar av Bécaud kan nämnas: Et Maintenant, Nathalie och L'important c'est la rose.

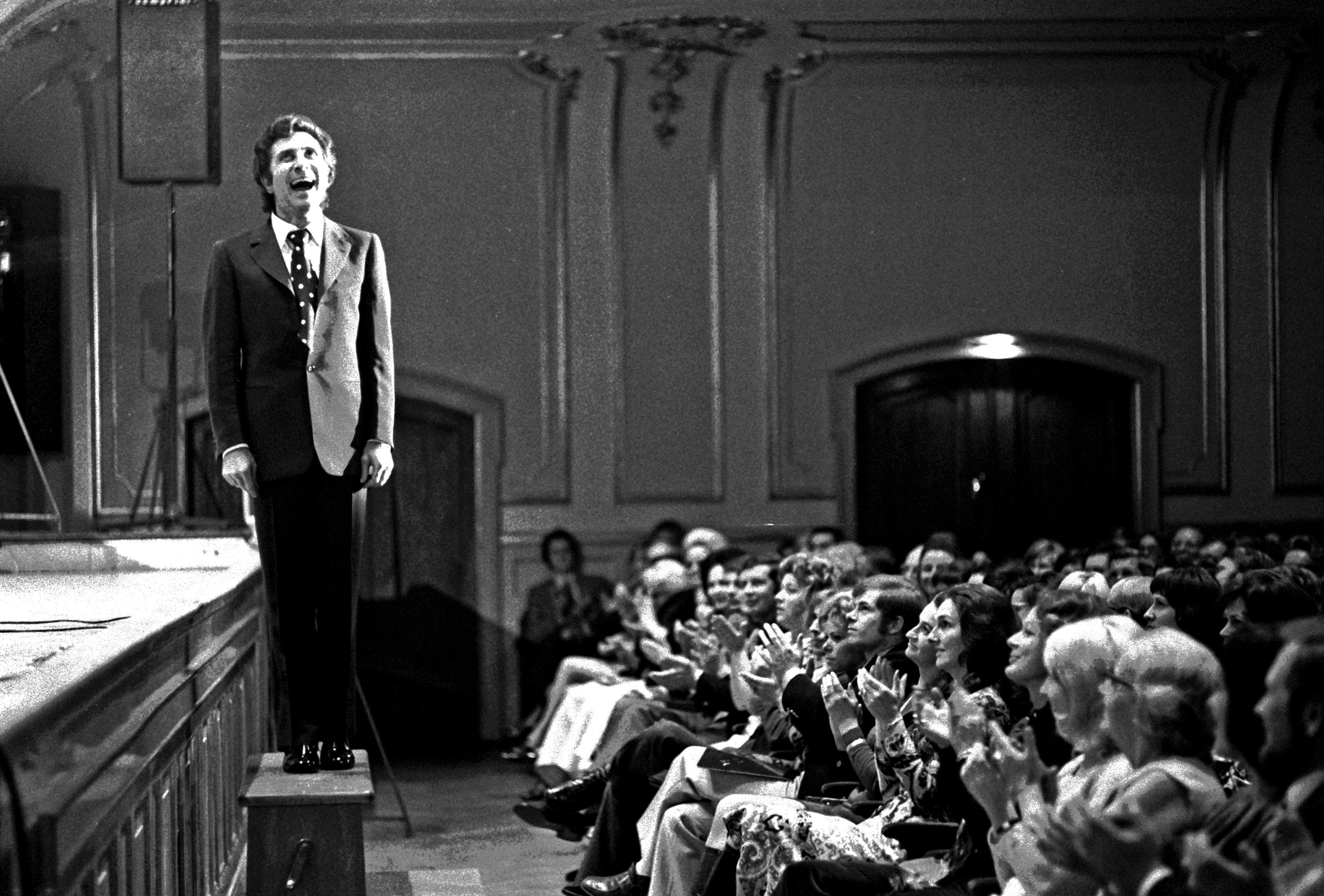
Gilbert Bécaud i Musikhalle Hamburg, 1971.